# 冨永あきのり
冨永あきのり　TOMMY WAVE（12月7日 - ）は、日本の男性ラジオDJ・司会者・MC。
血液型はO型。東京都在住。

## 略歴
海上自衛隊第1術科学校生徒部を卒業後、漁師・運転手・飲食店経営・電気工事会社設立など様々な職業を経験後、サーフィンがきっかけで沖縄に移住。沖縄でスカウトされ2001年沖縄FM Champlaにてデビュー。
その後2004年より広島FMにてメインDJとして活動する。
2004年から広島FMにてMUSIC SOLEIL、LUNCHTIME SATELLITE、2006年からLUNCHBREAK STYLE、2007年から冨永晃道のVibe ON!MUSICのメインDJを担当。2010年までの6年間を広島で活動する。同時期2007年から2010年まで大阪のFM802にてFUNKY JAMS802のDJを担当。
また趣味であり人生の柱であるサーフィンをきっかけにJPSA日本プロサーフィン連盟のプロツアーのメインMCとし活動する。2011年よりJSBA日本スノーボード協会のプロツアーのDJとしても活動。
2010年より東京在住。

## 人物
- 明るくとても陽気な人柄
- 生、ライブに強い
- 元海上自衛官ということもあり、潜水士免許を取得や特技として手旗信号、ほふく前進など
- アーティスト友達が多く、よくブログに登場する

## 出演

### ラジオ
- 2004年 - 2006年　広島FM 「MUSIC SOLEIL、LUNCHTIME SATELLITE」
- 2004年 - 2007年　FM802 「FUNKY JAMS802」
- 2006年 - 2007年　広島FM 「LUNCHBREAK STYLE」
- 2007年 - 2010年　広島FM 「冨永晃道のVibe ON!MUSIC」
- 2010年 - 2011年   　interFM 「asa1生活」
- 2012年 - 2013年　FM横浜 「WE LOVE SHONAN REPORT」
- 2013年 - 2014年　TOKYO FM  「東京タワー presents DIAMOND VEIL」
- 2016年 - 2018年　FM鹿児島「μFM Weekend JAMS」
- 2018年 - FM鹿児島「AIR'z 69」

### DJ
- JPSA（日本プロサーフィン連盟）コンテスト公認DJ
- JSBA（日本スノーボード協会）ツアーDJ